# توسا (كوتشي)
مدينة توسا (بالإنجليزية: Tosa)‏ هي أحد المدن التابعة لمحافظة كوتشي. تأسست رسميًا في 01/01/1959. ويقدر عدد سكانها بـ 29726 نسمة حسب تقدير مكتب الإحصاء الياباني لعام 2012. تبلغ مساحة توسا 91.59 كم2. بكثافة سكانية تبلغ 325 نسمة/كم2.

## توأمة
لتوسا (كوتشي) اتفاقيات توأمة مع:
- إبيتسو